# Otvovice (nádraží)
Otvovice jsou železniční stanice v obci Otvovice v okrese Kladno. Leží v km 19,798 jednokolejné neelektrizované železniční trati Kralupy nad Vltavou – Kladno mezi stanicemi Kralupy nad Vltavou a Brandýsek.

## Historie
Stanice byla vystavěna dle typizovaného předpisu společnosti Buštěhradská dráha (BEB) ze směru z Kralupy nad Vltavou, kudy od roku 1850 procházela trať společnosti Severní státní dráha (NStB) spojující Prahu a Drážďany, do Kladna, pravidelný provoz zde byl zahájen 16. listopadu 1855. V roce 1873 byla změněna na výhybnu. Původní název Wotwowitz byl změněn v roce 1918 na Otvovice, v době druhé světové války nesla oba názvy a po roce 1945 opět Otvovice.

## Popis stanice
Stanice je vybavena reléovým zabezpečovacím zařízením AŽD 71. Provoz ve stanici řídí místně výpravčí z dopravní kanceláře ve výpravní budově. Návěstidla jsou světelná.
Ve stanici jsou tři dopravní koleje (od budovy číslované 2, 1, 3). Koleje č. 2 a 1 mají shodné užitečnou délku 507 m, koleje č. 3 je dlouhá 545 m. Čtyři výhybky (po dvou na každém zhlaví) jsou přestavovány ústředně pomocí elektromotorických přestavníků. Na brandýseckém zhlaví je ručně přestavovanou výhybkou zapojena do koleje č. 3 vlečka JHJ Otvovice.
U všech tří dopravních kolejí jsou zřízena jednostranná nástupiště. U budovy je vnější dlážděné nástupiště o délce 27 m s pevnou hranou ve výšce 200 mm nad temenem kolejnice. Vnitřní sypané nástupiště u koleje č. 1 má délku 144 m a pevnou hranu ve výšce 250 mm. U koleje č. 3 je vnitřní sypané nástupiště o délce 67 m, nemá pevnou hranu a jeho výška je 200 mm.

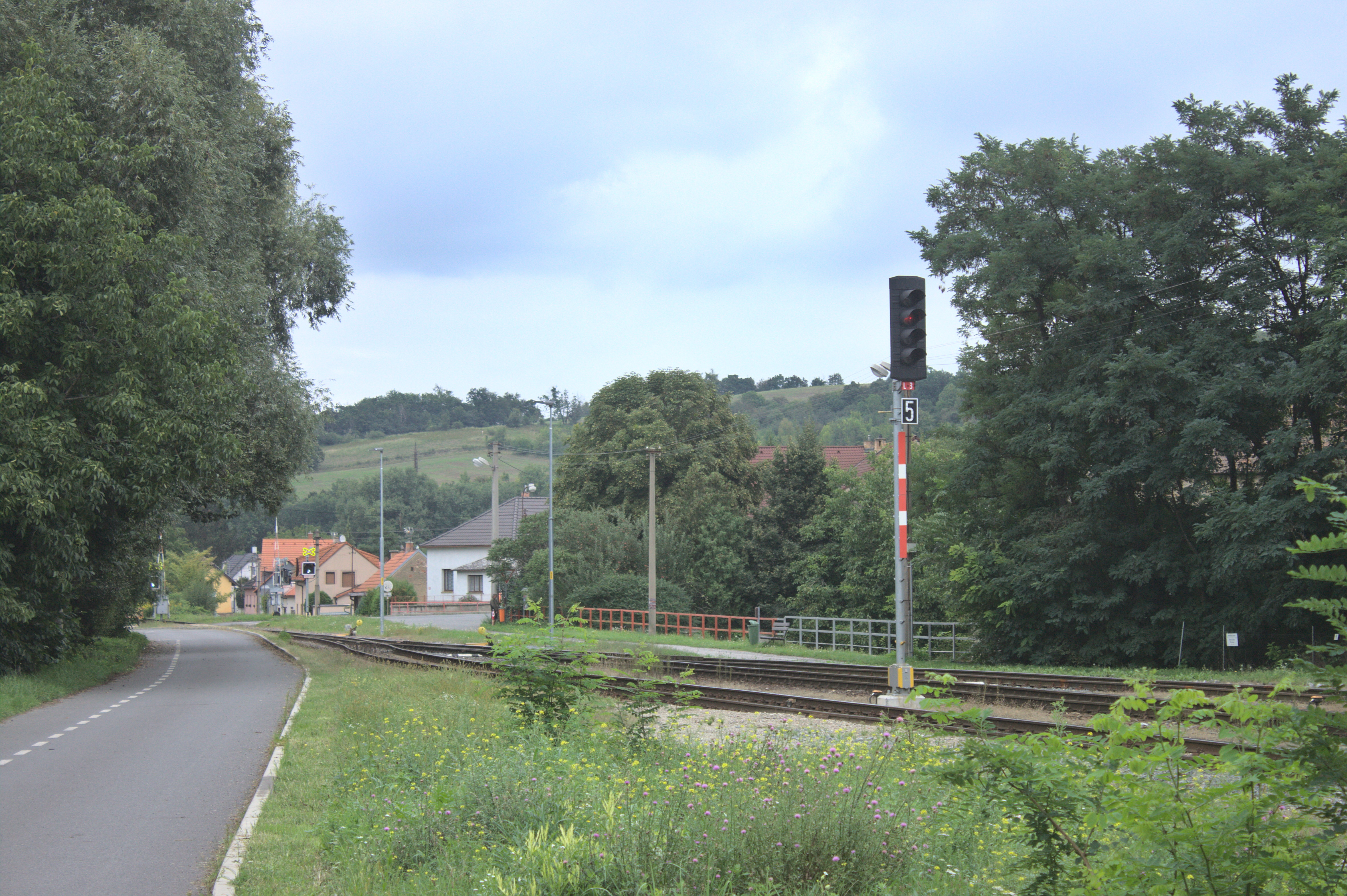
Kralupské zhlaví a přejezd P2464

Jízdy vlaků v úseku Otvovice – Brandýsek jsou zabezpečovány pomocí automatického hradla typu AH–88 bez oddílových návěstidel, volnost úseku je zjišťována pomocí počítačů náprav. Úsek Otvovice – Kralupy nad Vltavou je vybaven automatickým hradlem typu AH-83, volnost je zjišťována pomocí počítačů náprav a kolejových obvodů. Tento mezistaniční úsek je rozdělen na dva traťové oddíly pomocí oddílových návěstidel automatického hradla Kralupy nad Vltavou−Minice, návěstidla se nacházejí v km 22,706 (Lo) a v km 22,527 (So).
Na kralupském záhlaví stanice se v km 20,035 nachází přejezd P2464, který je vybaven světelným přejezdovým zabezpečovacím zařízením se závorami. Na tomto přejezdu trať kříží silnice III. třídy z Otvovic do Holubic. Přes všechny tři dopravní koleje pak na straně blíže k brandýseckému zhlaví vede místní komunikace do sklárny a do dolu. Tento přejezd označený P2463 leží v km 19,494 a je zabezpečen výstražnými kříži.
V kolejišti se nachází rovněž most, pod kterým vede podchod spojující obec s fotbalovým hřištěm. Původní most, který byl ve špatném technickém stavu, byl v roce 2020 nahrazen novým mostem z železobetonových monolitických rámů.

### Výpravní budova
Ve stanici byl původně strážní domek, na jehož místě v roce 1873 byla postavena výpravní budova, kterou navrhl inženýr-asistent Josef Chvála (1826–1872) v neoklasicistním stylu. Jedná se o zachovalou typovou výpravní budovu 1. třídy společnosti Buštěhradská dráha, které byly určeny pro malé stanice. Dvoupatrová budova se sedlovou střechou byla postavena na půdorysu čtverce se štítovým průčelím orientovaným do kolejiště. Přízemní část měla pásovou bosáž a taktéž lizény, nároží byla bosovaná. Patra dělila kordonová římsa. V patře byla hladká omítka v lizénových rámech. Průčelí mělo tři okenní osy, i okapová strana měla tři okenní osy, avšak krajní osy byly zaslepené. Okna v přízemí měla půlkruhová zakončení lemované půlkruhovou profilovanou římsou, která nasedala na meziokenní římsu. V patře byla okna obdélníková v šambránách s nadokenní římsou. Ve středních osách byla zdvojená okna, ve štítové straně bylo ještě menší zdvojené okno nad větším. Vrchol štítu měl řezbářskou výzdobu. V přízemí byly dvě kanceláře a čekárna. V roce 2020 byla výpravna opravena.